# Земля до начала времён 2: Приключения в Великой Долине
«Земля до начала времён 2: Приключения в Великой Долине» (англ. The Land Before Time 2: The Great Valley Adventure) — полнометражный мультфильм, продолжающий мультипликационную серию «Земля до начала времён».

## Сюжет
Малыши-динозаврики (Литтлфут, Сэра, Даки, Спайк и Питри), как и все дети, очень хотят поскорее вырасти и избавиться от докучной, как им кажется, опеки старших. Стремясь доказать всем, что они уже взрослые и вполне самостоятельные, они храбро бросаются в погоню за братьями-струтиомимами Оззи и Стратом, похитившими яйцо из гнезда Даки, но по ошибке приносят в Долину совсем другое яйцо, а похищенное яйцо само прикатываетсся обратно в гнездо. Когда вылупляется детёныш, Литтлфут берёт его на попечение и пытается воспитывать, но вскоре убеждается, что растить ребёнка — нелёгкое дело, особенно если это — маленький Острозуб. Острозубам нельзя жить в Великой Долине, и друзья принимают решение отвести Зубастика (так Литтлфут назвал малыша) в Таинственное Далёко, где обитают его сородичи. Однако на пути туда их ожидают большие опасности: сначала — извержение вулкана, затем — новая встреча с разъярёнными Оззи и Стратом. В довершение ко всему в Долину прорывается пара взрослых Острозубов… К счастью для обитателей Долины, Острозубы не собираются на них охотиться (по крайней мере, в данный момент) — оказывается, это родители Зубастика, разыскивающие своего детёныша. Забрав его, они покидают Великую Долину, и в ней вновь воцаряется мир и спокойствие.

## Роли озвучивали
- Скотт МакЭфи[англ.] — Литтлфут
- Кэндес Хатсон — Сэра
- Хезер Хоган — Даки
- Джефф Беннетт — Питри / Оззи
- Роб Полсен — Спайк / Страт / Зубастик
- Кеннет Марс[англ.] — дедушка Литтлфута
- Линда Гэри[англ.] — бабушка Литтлфута
- Тресс Макнилл — мама Питри / мама Даки / Майасаура
- Джон Ингл[англ.] — рассказчик / отец Сэры

## Песни
1. Peaceful Valley
2. Eggs
3. You are one of us now